# Peđa Krstin
Peđa Krstin (serbisch-kyrillisch Пеђа Крстин, andere Transkription Pedja Krstin; * 3. September 1994 in Kikinda) ist ein serbischer Tennisspieler.

## Karriere
Peđa Krstin spielt hauptsächlich auf der ATP Challenger Tour und der ITF Future Tour. Er feierte bislang sieben Einzel- und einen Doppelsieg auf der Future Tour.
Sein Debüt auf der ATP World Tour gab er im Februar 2014 bei den PBZ Zagreb Indoors, wo er sich über die Qualifikation für das Hauptfeld qualifizieren konnte. In dieser traf er in der ersten Runde auf seinen Landsmann Dušan Lajović, dem er in zwei Sätzen unterlegen war. Im Verlauf des Jahres nahm er auch bei anderen Turnieren der ATP World Tour an der Qualifikation teil, unter anderem bei den US Open, schaffte es aber lediglich in Moskau nochmals ins Hauptfeld. Dort scheiterte er in der ersten Runde in zwei Sätzen an Tommy Robredo. 2016 gelang ihm sein erster Erfolg bei einem Challenger-Turnier. Beim Turnier in San Luis Potosí gewann er gegen Marcelo Arévalo mit 6:4, 6:2.
2018 debütierte er für die serbische Davis-Cup-Mannschaft.

## Erfolge
| Legende (Anzahl der Siege)  |
| Grand Slam                  |
| ATP World Tour Finals       |
| ATP World Tour Masters 1000 |
| ATP World Tour 500          |
| ATP World Tour 250          |
| ATP Challenger Tour (1)     |

### Einzel

#### Turniersiege
| Nr. | Datum         | Turnier         | Belag | Finalgegner     | Ergebnis |
| --- | ------------- | --------------- | ----- | --------------- | -------- |
| 1.  | 28. März 2016 | San Luis Potosí | Sand  | Marcelo Arévalo | 6:4, 6:2 |